# Sárközy Gergely
Sárközy Gergely (Budapest, 1952. december 13. –) Artisjus-díjas (2006, mint hangmérnök) magyar lant- és gitárművész, hangszerkészítő, zeneszerző, stúdióvezető. 

## Élete
1971-1979 között a Liszt Ferenc Zeneművészeti Főiskola hallgatója volt, s az intézmény első, és egyetlen viola da gamba diplomájának birtokosa.
Középkori, reneszánsz, barokk kori és mai pengetős, vonós fúvós, billentyűs, ütős hangszereken játszik, s késztíti is őket. Szabadalma egy, a húros hangszerek hangját megnövelő hangreflektor.
8 éven át a Camerata Hungarica együttes lant- és gambaszólistája volt. A Kaláka együttes 7 lemezén szerepelt. A Szélkiáltó együttessel is játszott. Saját együttese a Fraternitas Musicorum, amely a 12. századi trubadúrzenét és VIII. Henrik angol király dalait és táncait játszotta. Az együttesnek egy hanglemeze van: Egy trubadúr Magyarországon.

## Zenei műfajai
- régi korok zenéje
- népzene
- általános klasszikus zene
- flamenco

## Önálló lemezei
- Bach lantművei
- Bach lantcsembaló-művei
- Bach: Viola da gamba-művek
- Bach és Purcell: Chanconne és Passacaglia
- Scarlatti-szonáták